# 3 Barnaulski Syberyjski Pułk Strzelecki
3 Barnaulski Syberyjski Pułk Strzelecki (ros. 3-й Барнаульский Сибирский стрелковый полк) – związek taktyczny białych podczas wojny domowej w Rosji
14-15 czerwca 1918 r. bolszewicka władza w Barnaule została obalona przez powstanie przeprowadzone przez członków konspiracyjnej organizacji oficerskiej złożonej z b. żołnierzy 44 Syberyjskiego Pułku Strzeleckiego. Kilka dni później został sformowany barnaulski oddział oficerski, skierowany natychmiast na front. Na jej bazie sformowano wkrótce 3 Barnaulski Syberyjski Pułk Strzelecki pod dowództwem ppłk. Wolskiego, a następnie kpt. Bogosłowskiego. Wchodził on w skład 1 Środkowo-Syberyjskiej Dywizji Strzeleckiej I Środkowo-Syberyjskiego Korpusu Strzeleckiego. Działał w północnej części irkuckiej guberni. Dowodził nim wówczas płk Jurmanow, a następnie płk Aleksandr I. Kambalin. Po zajęciu Omska przez wojska bolszewickie w poł. 1919 r., pułk ze składu korpusu został odłączony, po czym pod koniec 1919 r. przeszedł wzdłuż rzek Lena i Witim na Zabajkale. Był to tzw. Wielki Syberyjski Marsz Lodowy. Dotarłszy do Czity w poł. marca 1920 r., włączono go w skład Omskiej Dywizji Strzeleckiej. W późniejszym okresie, z powodu dużych strat przekształcony w batalion, działał na Przymorzu jako część 4 Omskiego Pułku Strzeleckiego. Ostatnim dowódcą był ponownie kpt. Bogosłowski.